# Zubrnice
Zubrnice (deutsch Saubernitz) ist eine Gemeinde  in Tschechien. Sie liegt im Böhmischen Mittelgebirge 12 km nordwestlich von Úštěk an der Straße nach Malé Březno. Das Dorf im Tal des Luční potok (Kreuzbach) und seines Zuflusses Zubrnický potok (Zinkenbach) befindet sich in 290 m. ü. M. Nördlich erhebt sich der 683 m hohe Buková hora (Zinkenstein) mit dem markanten Fernsehsendeturm.
Seit 1995 ist der Ort ein dörfliches Denkmalreservat (Vesnická památková rezervace).

## Geschichte
Das Dorf wurde 1352 erstmals urkundlich erwähnt. Die Bewohner des Marktfleckens lebten vor allem von der Landwirtschaft. Bedeutung hatte der Obst- und Hopfenanbau. Die Wasserkraft des Kreuzbaches wurde für Mühlen genutzt.
1890 erhielt der Ort Eisenbahnanschluss an der Lokalbahn Großpriesen-Wernstadt-Auscha. Die Strecke wurde 1978 stillgelegt. Der Abschnitt Velké Březno -Zubrnice wurde im Jahr 1988 zur Museumsbahn erklärt. Die Aufnahme eines regelmäßigen Zugverkehrs erfolgte jedoch nicht. Im Jahre 1993 entstand ein Verein, welcher es sich zum Ziel gesetzt hat, die Strecke als Museumsbahn zu betreiben. Vorerst entstand in Zubrnice ein Eisenbahnmuseum im Bahnhofsgelände.

## Gemeindegliederung
Die Gemeinde Zubrnice besteht aus den Ortsteilen Týniště (Tünscht) und Zubrnice (Saubernitz), die zugleich auch Katastralbezirke bilden. Zu Zubrnice gehört außerdem die Wüstung Stará Homole (Althummel).

## Sehenswürdigkeiten
- Museum der Volksarchitektur
- Barockbrunnen aus dem Jahre 1695, er wurde 1968 aus Střížovice hierher versetzt
- zwei Sühnekreuze aus Chabařovice und Hrbovice bei Chlumec, ein Kruzifix aus Krásné Březno und eine Marterlsäule aus Luční Chvojno, die hierher umgesetzt und gerettet wurden
- Dreifaltigkeitskapelle aus Žichlice (Schichlitz) bei Modlany von 1719, 1990 hierher versetzt
- barocke Kirche, um 1350 erbaut und zwischen 1723 und 1730 umgebaut
- Mühle in Týniště
- zahlreiche nordböhmische Blockhäuser in Umgebindebauweise
- Eisenbahnmuseum im Bahnhof Saubernitz-Tünscht

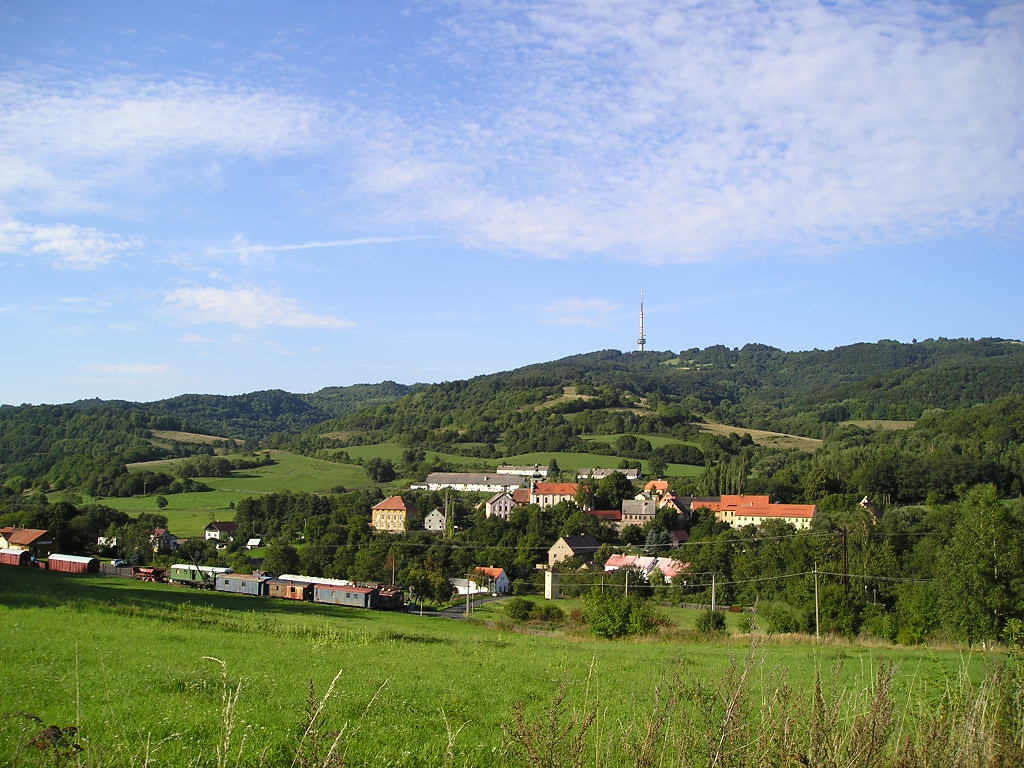
Zubrnice von Týniště aus gesehen, im Hintergrund Buková hora
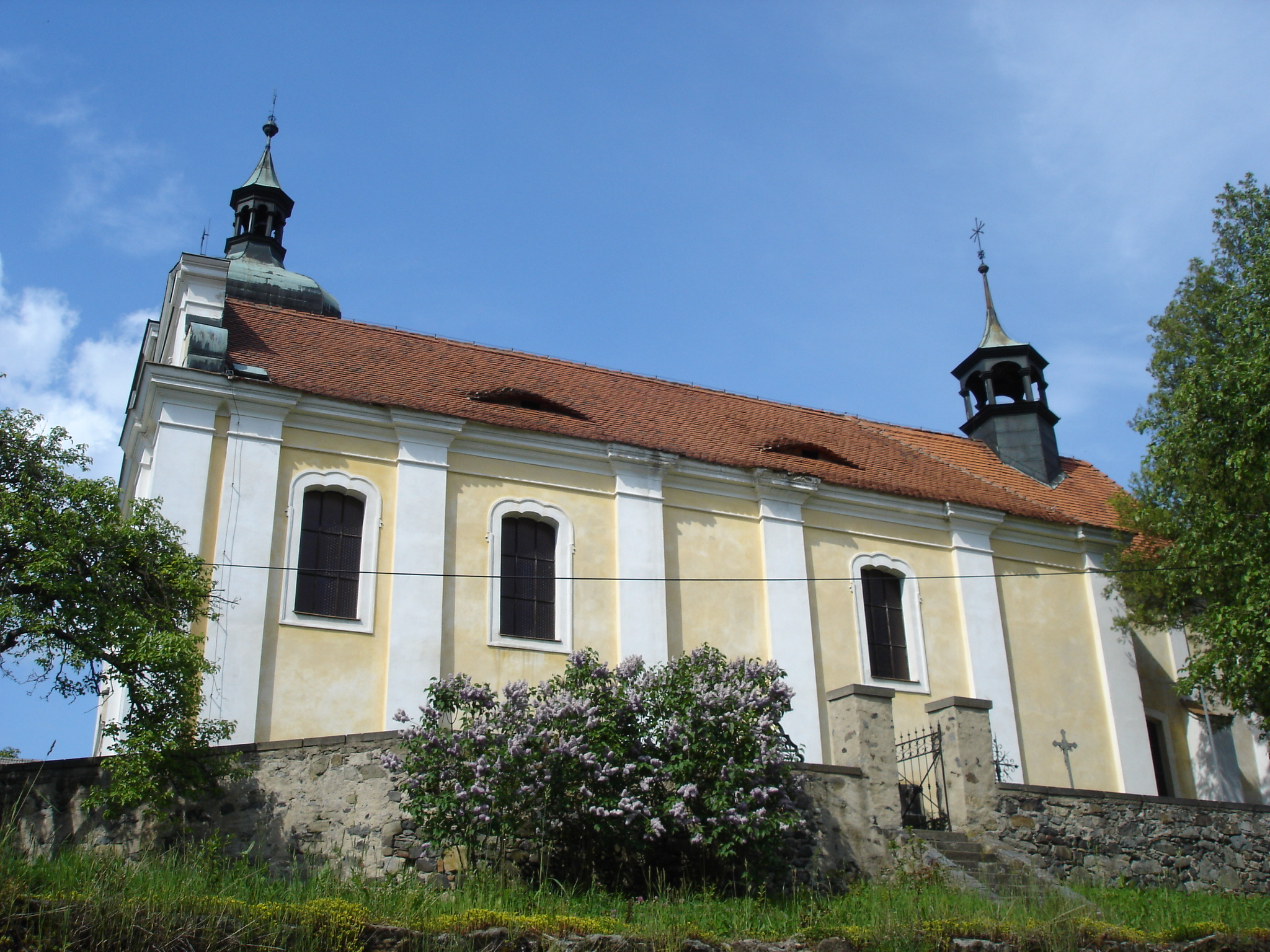
Maria-Magdalena-Kirche in Zubrnice
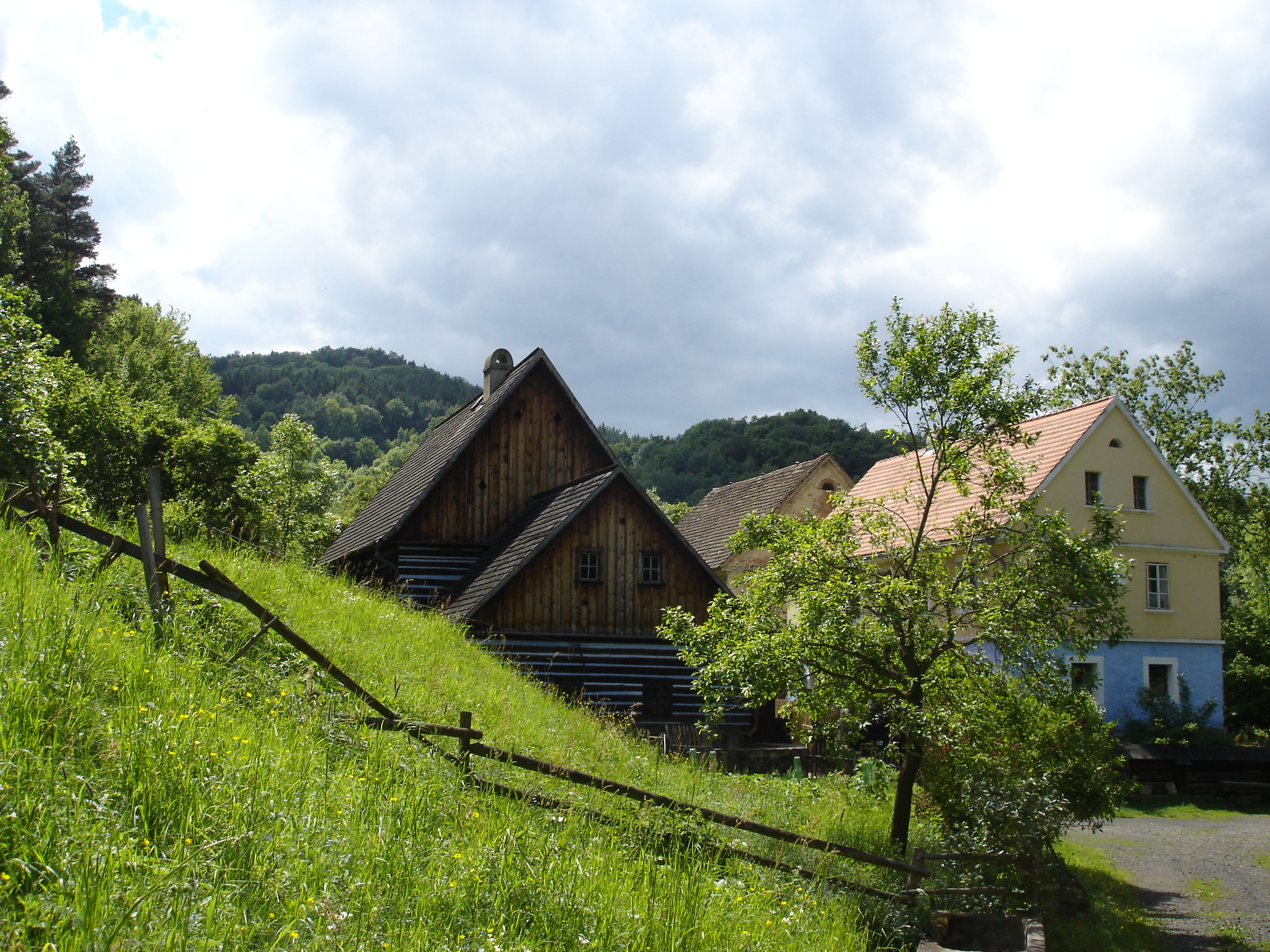
Walschenmühle in Týniště
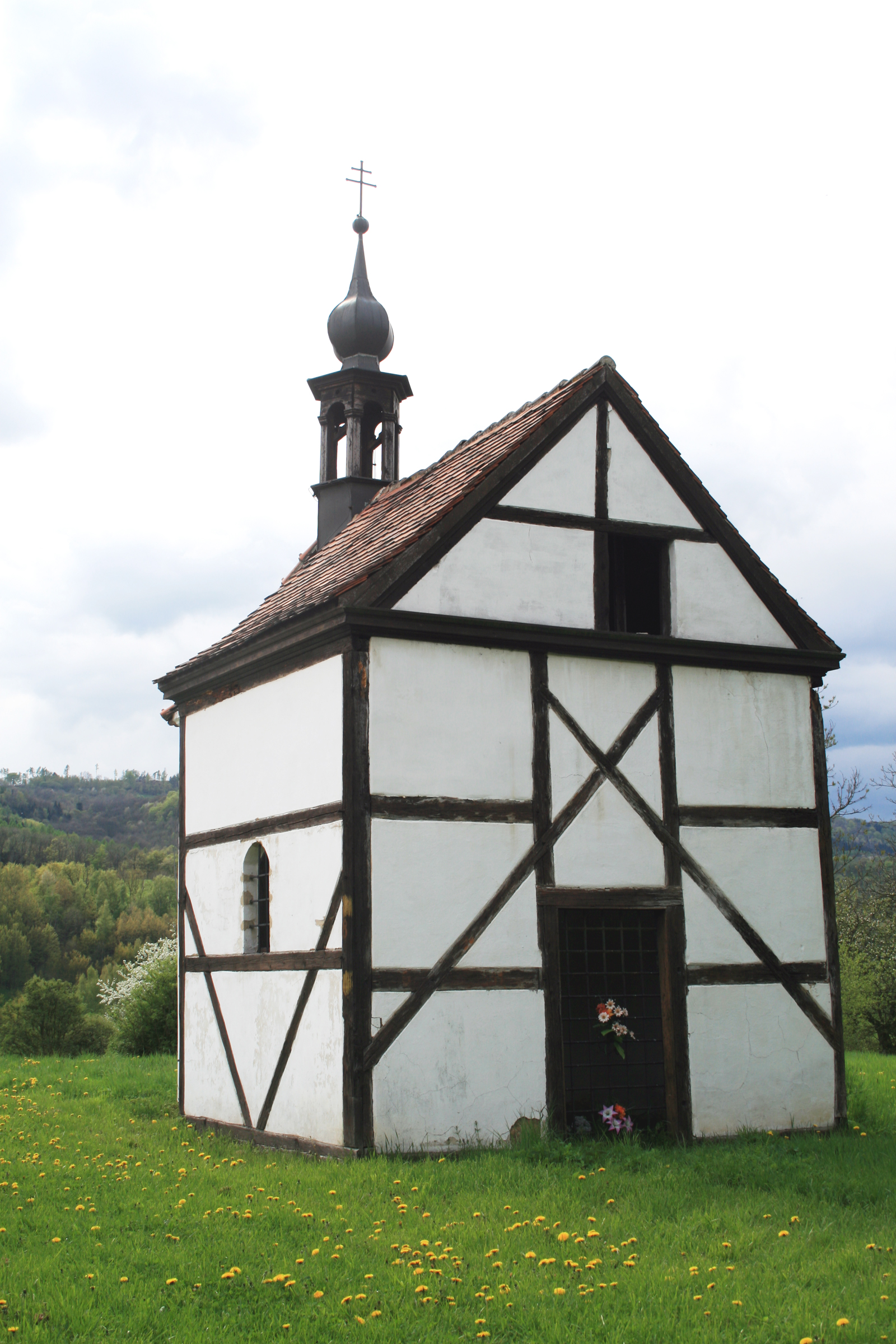
Dreifaltigkeitskapelle aus Žichlice
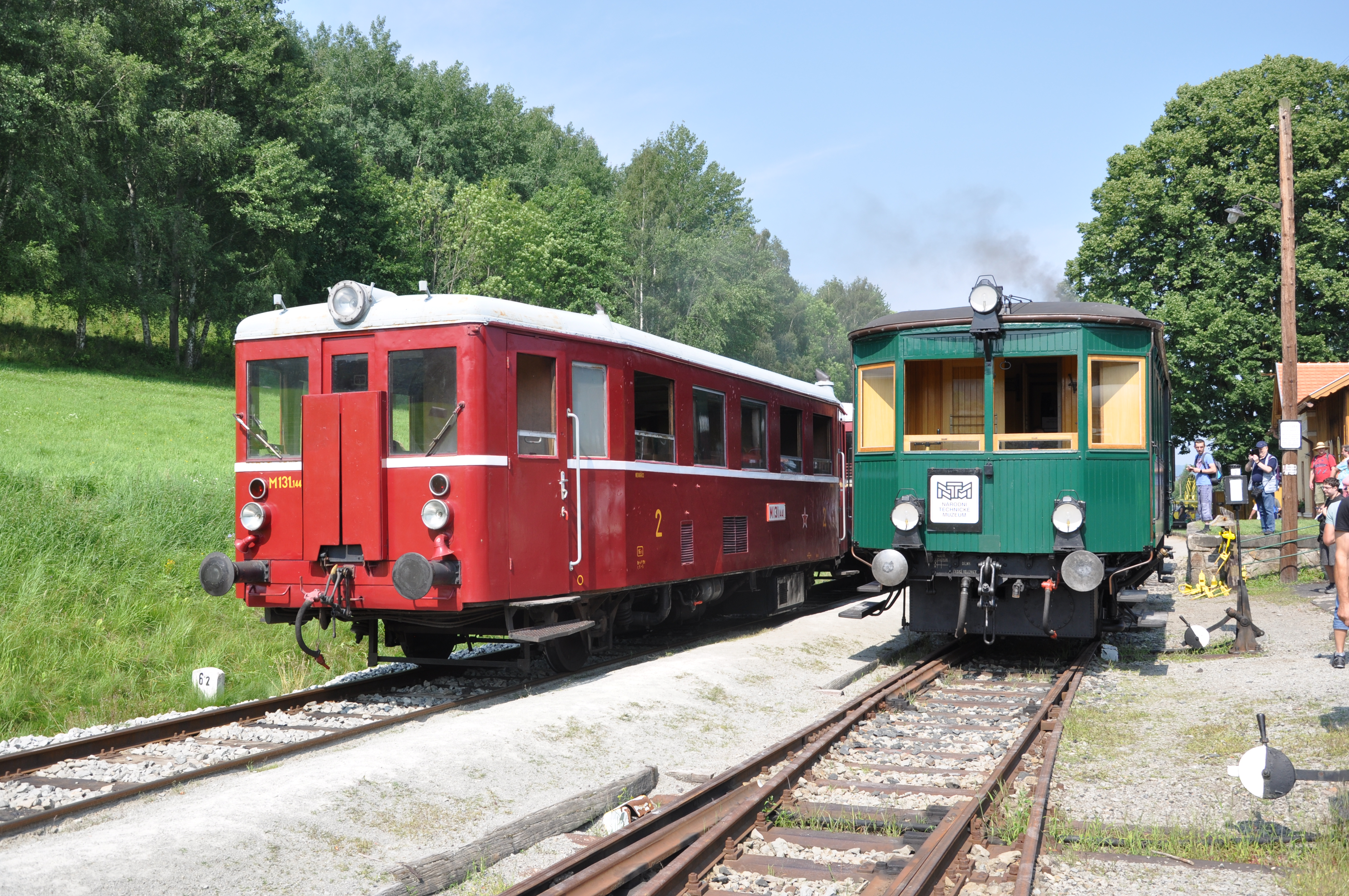
Historische Triebwagen im Museumsbahnhof

## Persönlichkeiten
- Josef Bönisch (1935–2025), deutscher Komponist, Arrangeur und Musikpädagoge